# TSV Eppstein
Der Turn- und Sportverein Eppstein 1889/1910 e. V. (kurz: TSV Eppstein) ist ein Turn- und Sportverein aus dem Frankenthaler Vorort Eppstein in der Vorderpfalz.

## Geschichte

### Die Gründungszeit (1889–1914)
Die Gründungsdatum des TSV Eppsteins ist auf das Jahr 1889 zurückzudatieren. In diesem Jahr trafen sich mehrere junge Männer aus Eppstein unter dem Lindenbaum in der Brunnengasse und verbrachten die Stunden bei Gesang und Spiel. Bei einem solchen Treffen wurde damals im Jahre 1889 der Turnverein (TV) Eppstein gegründet. In der Anfangsphase des Turnvereins waren noch keine Frauen zugelassen. Im Jahr 1909 wurde das erste Turnfest mit der Fahnenweihe abgehalten, die einen der frühen Höhepunkte in der Geschichte des Vereins darstellt. Das früheste heute zur Verfügung stehende Dokument aus der Vereinsgeschichte des TSV Eppstein ist eine Fotografie, die anlässlich dieses Ereignisses entstanden ist. Am 7. Juni 1911 wurde der Verein urkundlich im Vereinsregister eingetragen und trägt seitdem den Zusatz e. V.

### Die Zeit zwischen den beiden Weltkriegen (1914–1945)
Der Erste Weltkrieg (1914–1918) unterbrach 25 Jahre nach der Vereinsgründung die ersten Jahre des Turnsports in Eppstein. Erst 1919 wurden Turnerei und Sportbetrieb wieder aufgenommen. Geräte- und Jugendturner sowie Leichtathleten des Vereins zählten bald darauf zu den erfolgreichsten Sportlern des Rhein-Limburg-Gaus. Auch die 1922 gegründete Handballabteilung konnte innerhalb kürzester Zeit eine Mannschaft stellen, die durch ihre Spielweise weit über die Eppsteiner Region hinaus bekannt wurde. Sie erreichte in kurzer Zeit den Aufstieg in die höchste Spielklasse der Deutschen Turnerschaft, der der TV Eppstein angehörte und spielte auch das Endspiel um den Deutschen Handballpokal. Auch der Deutsche Meister von 1929 und 1930, TV Friesenheim, konnte hier geschlagen werden. Nach dem Zweiten Weltkrieg konnte nicht mehr an diese Erfolge im Feldhandball angeknüpft werden.
Das auch zu dieser Zeit geeignete Sportstätten Mangelware waren, belegt eine Anfrage des TV Eppstein – die zusammen mit dem Freien Athletenclub Eppstein – bereits hier hatten die beiden Vereine, deren Nachfolger im Jahre 1969 fusionierten erste Anknüpfungspunkte – dem Gemeinderat Eppstein zugeleitet wurde. Als 1921 die Wiese vor der alten Füllenweide dem Turnverein und die alte Füllenweide selbst dem Freien Athletenclub für je zehn Jahre zur Nutzung überlassen wurde, mussten sich beide Vereine verpflichten, den Platz wieder herzurichten und bei größeren Veranstaltungen beide Teile gemeinsam zur Verfügung zu stellen.
1933 wurde dann eine Abteilung für das Kleinkaliberschießen gegründet, deren 20 Mitglieder ihren Sport in der Kegelbahn der Gaststätte Dilfer in der Jahnstraße ausübten.
Lange Zeit war der TV Eppstein der größte Verein am Ort. Aus dem Bürgermeisteramtsverzeichnis vom 5. November 1925 geht hervor, dass der Mitgliederstand bei 220 Personen lag (Zitherverein 130 und Gesangsverein Concordia 82). 1934 wurden nur noch 150 Mitglieder gezählt und ein Jahr später sank der Stand auf 140 (Gesangsverein 130, Krieger- und Militärverein 88).
1934 konnte der TV Eppstein – nach der Auflösung aller marxistischen Vereine – das Sportheim des kommunistischen Freien Athletenclubs Eppstein übernehmen, musste jedoch die Schuldenlast des Gebäudes am Wesselplatz in Höhe von 14.000,- RM mittragen. Aus dem Vermögen wurden zusätzlich ein Barren für acht Reichsmark sowie ein Reck und ein Pferd für je sechs Reichsmark übernommen. Der Verein hatte nun endlich die lang ersehnte Versammlungsstätte, die allerdings in den Jahren 1939/40 und 1940/41 während der beiden Hochwasserkatastrophen erheblich in Mitleidenschaft gezogen wurde und 1945 an den früheren Besitzer zurückfiel.
Der Zweite Weltkrieg (1939–1945), der in der Zeit des 50-jährigen Vereinsjubiläums seinen Lauf nahm, brachte den Sportbetrieb nach zwanzigjähriger Blütezeit erneut zum Erliegen. Viele Vereinsmitglieder mussten in den Krieg ziehen und fielen zum Teil an dessen verschiedenen Fronten.

### Nachkriegszeit und Neugründung (1945–1968)
Nach Kriegsende, als sich Gemein- und Vereinsleben erst langsam zu normalisieren begannen, wurde ein eigenständiges Turnen durch die französische Besatzungsmacht verhindert. In Gemeinden wie Eppstein – mit unter 5000 Einwohnern – war zudem das Vorhandensein mehrerer Sportvereine verboten. Nur im Verein für Sport- und Körperpflege – VfK Eppstein – fanden sich die Jugend des Dorfes und die aus dem Krieg zurückgekehrten Aktiven zusammen, wobei Handball, Fußball und Turnen an erster Stelle des Vereinslebens standen. Neues Turnerleben entfaltete sich, man konnte die Anonymität verlassen und wieder frei auftreten.
1948 wurde das Turnen von den Franzosen wieder freigegeben. Doch es sollte noch zwei Jahre dauern, bis fünf Jahre nach Kriegsende und 61 Jahre nach der Vereinsgründung die Geschichte des Turnvereins im Jahre 1950 mit einem weiteren Kapitel – der Neuzulassung – fortgesetzt wurde. Leider waren durch die Nachkriegswirren die für die Vereinsgeschichte bedeutenden Gegenstände, wie Vereinsfahne, Protokollbücher, Pokale und Fotografien weitgehend verschwunden. Der neu gegründete Verein erlebte einen ungeheuren Aufschwung und der Wunsch nach einem eigenen Vereinsheim wurde laut, der sich allerdings erst 1955 mit dem Kauf der damaligen Gaststätte Eger in der Hauptstraße verwirklichen ließ. 1964 wurde der Sportplatz der Gemeinde Eppstein mit einem Feldhandballspiel eingeweiht.

### Die Fusion und die Folgejahre (1969–1990)

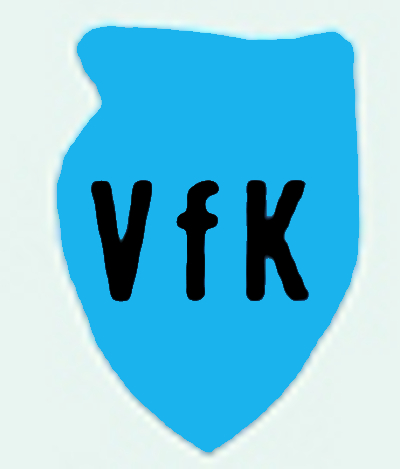
Wappen des ehemaligen Verein für Sport und Körperpflege Eppstein

Aus wirtschaftlichen und sportlichen Gründen folgte im Jahre 1969 der Zusammenschluss des Turnvereins Eppstein 1889 e. V. (TV Eppstein) und des Vereins für Sport- und Körperpflege 1911 e. V. (VfK Eppstein). Der Verkauf des Turnerheims stellte den neuen Verein – den Turn- und Sportverein Eppstein 1889/1910 e. V. – auf ein gesundes finanzielles Fundament, das er sich bis in die heutige Zeit bewahrt hat.
Der sportliche Betrieb war zunächst vom Fußball und Turnen geprägt. 1971 begann man mit dem Umbau der vereinseigenen Gaststätte in der Ernst-Moritz-Arndt-Straße 1 – dem ehemaligen VfK-Heim. Nach einem Schwelbrand beschloss die Vereinsführung einen Dreistufenplan, in dessen erster Phase die Wiedererrichtung der Vereinsgaststätte stand, die bereits 1975 wieder in Betrieb genommen werden konnte.
1981 kehrte dann nach zwanzigjähriger Abstinenz der Handballsport nach Eppstein zurück, wobei sich die neue Abteilung ausschließlich dem Hallenhandball und nicht wie noch in den sechziger Jahren dem Feldhandball widmete. 1984 musste dann nach erheblichen Sturmschäden das Dach der Vereinsgaststätte ganz erneuert werden.
Neben dem baulichen Fortschritt verzeichneten auch die Sportler Erfolge. So errangen die Fußballer 1986 die Meisterschaft der B-Klasse Frankenthal und stiegen damit in die A-Klasse Nord Vorderpfalz auf. Dieses Ereignis jährte sich auf den Tag genau mit dem Aufstieg der Fußballer in die gleiche Klasse vor 25 Jahren, wodurch dieser sportliche Erfolg gebührend im Gemeindezentrum Pilgerpfad gefeiert wurde. Die Handballer wurden zwei Jahre später – 1988 – Meister der Kreisklasse C1 und stiegen somit in die B-Klasse auf. Die Gymnastikabteilung vertrat den Verein beim deutschen Turnfest in Berlin 1988.

### Jüngere Geschichte (seit 1990)

Wappen der Spielgemeinschaft Eppstein-Flomersheim

1990 wurde zusammen mit dem Turn- und Sportverein Flomersheim 1891 e. V. die Spielgemeinschaft Eppstein-Flomersheim 1990 begründet, die eine Zusammenarbeit im Bereich des Jugendfußballs begründete. Zwei Jahre später schloss sich auch der zweite Eppsteiner Fußballverein, die Sportfreunde 1924 Eppstein-Flomersheim e. V. (allgemein bekannt als DJK Eppstein) der Jugendspielgemeinschaft an. Der TuS Flomersheim verließ nach etwa 15 Jahren die Jugendspielgemeinschaft wieder, die beiden Eppsteiner Vereine führen diese bis heute nicht nur in der Jugendarbeit der Abteilungen Fußball, sondern auch im Bereich der Alte Herren (Fußball) fort. In der Jugend der SG Eppstein-Flomersheim begann unter anderem Paul Ehmann mit dem Fußballspielen.

## Vorsitzende des TV Eppstein/TSV Eppstein
| Vorstände seit 1889                | Amtszeit seit: |
| ---------------------------------- | -------------- |
| keine Unterlagen                   | bis 1911       |
| Jakob Baumann III                  | 07.06.1911     |
| Jakob Baumann I                    | 05.01.1920     |
| Johann Spilger                     | 11.01.1925     |
| Karl Pfeiffer                      | 10.01.1926     |
| Jakob Baumann I                    | 12.01.1930     |
| Johann Petry                       | 12.01.1931     |
| Johann Petry / Friedrich Strickler | 23.06.1933     |
| Friedrich Strickler                | 12.01.1935     |
| Johann Spilger                     | 04.06.1938     |
| Otto Ziehl                         | 21.03.1950     |
| Franz Magin                        | 29.01.1953     |
| David Weiß                         | 10.01.1954     |
| Karl Volz                          | 10.03.1963     |
| Alexander Wagner                   | 18.02.1967     |
| Ludwig Wildtraut                   | 08.01.1971     |
| Alfred Ziehl                       | 26.04.1974     |
| Georg Tretter                      | 24.05.1982     |
| Baldur Bloß                        | 27.01.1984     |
| Gerhard Sauvage                    | 1984-          |

## Sportanlagen
Sportanlagen, die vom TSV Eppstein und seinen Abteilungen genutzt werden.
Diverse
Isenachsporthalle, Eppsteiner Straße 55; 67227 Frankenthal-Flomersheim
TSV-Saal, Ernst-Moritz-Arndt-Str. 11, 67227 Frankenthal-Eppstein
Badminton
Isenachsporthalle, Eppsteiner Str. 55;67227 Frankenthal-Flomersheim
Fußball
Sportstätte TSV Eppstein (Kunstrasen)
Ernst-Moritz-Arndt-Straße 1; 67227 Frankenthal-Eppstein

## Abteilungen
- Badminton
- Fußball
- Gymnastik
- Kinderturnen
- Kindertanzen
- LaGym
- Starker Rücken
- Bodyforming
- Trampolinturnen
- Tischtennis